# ویرلا کاسپیداتا
ویرلا کاسپیداتا (نام علمی: Virola cuspidata) نام یک گونه از فرمانرو گیاه است.